# Heterostemma menghaiense
Heterostemma menghaiense là một loài thực vật có hoa trong họ La bố ma. Loài này được (H.Zhu & H.Wang) M.G.Gilbert & P.T.Li mô tả khoa học đầu tiên năm 1995.